# Robrecht
Robrecht is een mannelijke voornaam, die is afgeleid van het Germaanse rod of rud (roem) en brecht of bert (schitterend) en dus schitterend door roem betekent.
Verwante vormen van deze voornaam zijn Robert, Robbert, Rob, Robbe, Robbie, Rupert, Ruprecht (Duitse vorm), Röpke (Nederduits), Rop, Robin (Engelse vorm, eerder liefkozend), en ook Bob en Bobby, vooral de laatste is vaak een informele vorm. Van deze naam bestaan ook vrouwelijke varianten, zoals Roberta en Robertina.

## Bekende personen
- Robert I, Robert II, Robert III, hertogen of koningen van o.a. Normandië
- Robrecht I, Robrecht II, Robrecht III, graven van Vlaanderen
- Roberto Benigni, Italiaans filmmaker
- Robrecht Heyvaert, Belgisch filmmaker
- Roberta Flack, zangeres
- Rob Harmeling, wielrenner
- Robbe De Hert, filmmaker
- Robin Hood, Engelse volksheld
- Robin van Persie, Nederlands voetballer
- Robert Jensen programmamaker
- Robert Long, Nederlands zanger en presentator
- Robert De Niro, acteur
- Roberto Carlos, Braziliaans voetballer
- Rob de Nijs, Nederlands zanger
- Rob Stenders, radio-dj
- Rob Vanoudenhoven, Vlaams televisiefiguur
- Rop Gonggrijp, Nederlands hacker en internetondernemer
- Rop Verheijen, acteur
- Bobby Fischer, Amerikaans schaker